# Dimitrios Phitos
Dimitrios Phitos (n. 1930) es un botánico griego, y desarrolla su actividad científica en el Instituto de Botánica de la Universidad de Patras.

## Algunas publicaciones
- pepy Bareka, georgia Kamari, demetrius Phitos. 2006. Acis ionica (Amaryllidaceae), a new species from the Ionian area (W Greece, S Albania). Willdenowia 36 : 357-366

- dimitrios Phitos. 1995. The red data book of rare and threatened plants of Greece. Editor World Wide Fund for Nature, 527 pp. ISBN 9607506049

- ----------, georgia Kamari. 1992. Bufonia euboica (Caryophyllaceae), a New Species from Greece. Willdenowia 22 (1/2 ) : 81-83

- ----------, -----------. 1988. Contribution to the Cytotaxonomy of the Genus Campanula (Campanulaceae) in Greece. Willdenowia 17 (1/2 ) : 103-105

- ----------. 1965. Wild Flowers of Greece (traducido del griego de P Haritonidou). Ed. Athens: Society of the Friends of the Tress. 81 pp.

- La abreviatura «Phitos» se emplea para indicar a Dimitrios Phitos como autoridad en la descripción y clasificación científica de los vegetales.[1]